# 小行星4802
小行星4802（英語：4802 Khatchaturian）是一颗围绕太阳公转的小行星。1989年10月23日，佛蒙特·伯根在陶腾堡发现了此天体。
这颗小行星的绝对星等为213.56959等。